# Henriette Hauser
Henriette Hauser, coneguda com a Citron, va ser una figura popular del teatre de bulevard. Va ser amant del príncep hereu Guillem d'Orange (1840-1879), qui en desacord amb la seva família, va abandonar La Haia per viure a París. Va servir de model a Émile Zola per la seva novel·la Nana, i a Édouard Manet pel seu quadre Nana.